# Supercoupe de Russie de football 2006
La Supercoupe de Russie de 2006 est la quatrième édition de la Supercoupe de Russie. Ce match de football a lieu le 11 mars 2006 au stade Loujniki de Moscou, en Russie.
Elle oppose l'équipe du CSKA Moscou, championne de Russie et vainqueur de la Coupe de Russie en 2005, à celle du Spartak Moscou, deuxième du championnat russe la même saison. C'est la deuxième fois que les deux équipes se rencontrent dans la compétition après 2004, confrontation alors remportée par le CSKA.
Les règles du match sont les suivantes : la durée de la rencontre est de 90 minutes divisée en deux mi-temps de 45 minutes ; en cas de match nul à l'issue de ce temps réglementaire, deux mi-temps de prolongation d'une durée d'un quart d'heure chacune sont jouées suivi d'une séance de tirs au but si l'égalité persiste à l'issue de la prolongation. Trois remplacements sont autorisés pour chaque équipe.
La première mi-temps voit dans un premier temps les Spartakistes prendre l'avantage par l'intermédiaire du capitaine Egor Titov à la vingt-deuxième minute de jeu. Le CSKA répond cependant vingt minutes plus tard, Iouri Jirkov remettant les deux équipes à égalité peu avant la mi-temps. Le Spartak reprend rapidement l'avantage dès le début de la deuxième mi-temps grâce à Mozart à la quarante-septième minute. Le club de l'armée parvient à égaliser une nouvelle fois à la soixante-treizième minute de jeu sur un but de Chidi Odiah avant de prendre l'avantage pour la première fois dix minutes plus tard grâce à Jô. La dernière minute du temps réglementaire voit trois cartons rouges être délivrés coup-sur-coup : Alexeï Bérézoutski est ainsi exclu côté CSKA, tandis que Mozart et Clemente Rodríguez sont expulsés du côté du Spartak. Le score n'évolue pas par la suite, et le club de l'armée remporte ainsi sa deuxième supercoupe après celle de 2004.

## Feuille de match
| Titulaires :   |                      |     |
|                |                      |     |
| 35             | Igor Akinfeïev       |     |
| 4              | Sergueï Ignachevitch |     |
| 6              | Alexeï Bérézoutski   |     |
| 2              | Chidi Odiah          |     |
| 24             | Vassili Bérézoutski  |     |
| 10             | Jô                   | 88e |
| 18             | Iouri Jirkov         |     |
| 22             | Ievgueni Aldonine    |     |
| 25             | Elvir Rahimić        |     |
| 7              | Daniel Carvalho      | 61e |
| 9              | Vágner Love          | 61e |
|                |                      |     |
| Remplaçants :  |                      |     |
| 17             | Miloš Krasić         | 61e |
| 39             | Ivica Olić           | 61e |
| 20             | Dudu Cearense        | 88e |
|                |                      |     |
| Entraîneur :   |                      |     |
| Valeri Gazzaev |                      |     |

| Titulaires :        |                      |     |
|                     |                      |     |
| 46                  | Alekseï Zouev        |     |
| 4                   | Adrian Iencsi        |     |
| 17                  | Clemente Rodríguez   |     |
| 20                  | Ignas Dedura         |     |
| 7                   | Denis Boïarintsev    |     |
| 9                   | Egor Titov           |     |
| 21                  | Quincy Owusu-Abeyie  |     |
| 23                  | Vladimir Bystrov     | 80e |
| 24                  | Mozart               |     |
| 27                  | Serghei Covalciuc    | 86e |
| 10                  | Roman Pavlioutchenko |     |
|                     |                      |     |
| Remplaçants :       |                      |     |
| 25                  | Maksym Kalynychenko  | 80e |
| 11                  | Fernando Cavenaghi   | 86e |
|                     |                      |     |
| Entraîneur :        |                      |     |
| Aleksandrs Starkovs |                      |     |

| Titulaires :   |                      |     |
|                |                      |     |
| 35             | Igor Akinfeïev       |     |
| 4              | Sergueï Ignachevitch |     |
| 6              | Alexeï Bérézoutski   |     |
| 2              | Chidi Odiah          |     |
| 24             | Vassili Bérézoutski  |     |
| 10             | Jô                   | 88e |
| 18             | Iouri Jirkov         |     |
| 22             | Ievgueni Aldonine    |     |
| 25             | Elvir Rahimić        |     |
| 7              | Daniel Carvalho      | 61e |
| 9              | Vágner Love          | 61e |
|                |                      |     |
| Remplaçants :  |                      |     |
| 17             | Miloš Krasić         | 61e |
| 39             | Ivica Olić           | 61e |
| 20             | Dudu Cearense        | 88e |
|                |                      |     |
| Entraîneur :   |                      |     |
| Valeri Gazzaev |                      |     |

| Titulaires :        |                      |     |
|                     |                      |     |
| 46                  | Alekseï Zouev        |     |
| 4                   | Adrian Iencsi        |     |
| 17                  | Clemente Rodríguez   |     |
| 20                  | Ignas Dedura         |     |
| 7                   | Denis Boïarintsev    |     |
| 9                   | Egor Titov           |     |
| 21                  | Quincy Owusu-Abeyie  |     |
| 23                  | Vladimir Bystrov     | 80e |
| 24                  | Mozart               |     |
| 27                  | Serghei Covalciuc    | 86e |
| 10                  | Roman Pavlioutchenko |     |
|                     |                      |     |
| Remplaçants :       |                      |     |
| 25                  | Maksym Kalynychenko  | 80e |
| 11                  | Fernando Cavenaghi   | 86e |
|                     |                      |     |
| Entraîneur :        |                      |     |
| Aleksandrs Starkovs |                      |     |